# Penilia
Penilia is een geslacht van kreeftachtigen uit de klasse van de Branchiopoda (blad- of kieuwpootkreeftjes).

## Soort
- Penilia avirostris Dana, 1849 = Snavelwatervlo